# اودین بیلی
اودین بیلی (انگلیسی: Odin Bailey؛ زادهٔ ۸ دسامبر ۱۹۹۹) بازیکن فوتبال اهل بریتانیا است.
از باشگاه‌هایی که در آن بازی کرده‌است می‌توان به باشگاه فوتبال گلاستر سیتی و باشگاه فوتبال بیرمنگام سیتی اشاره کرد.
وی همچنین در تیم ملی فوتبال England U16 بازی کرده‌است.